# Band of Gypsys
| 전문가 평가                   | 전문가 평가 |
| 평가 점수                     | 평가 점수   |
| 출처                          | 점수        |
| ----------------------------- | ----------- |
| AllMusic                      | [ 5 ]       |
| Blender                       | [ 6 ]       |
| Christgau's Record Guide      | B+          |
| Encyclopedia of Popular Music | [ 7 ]       |
| The Great Rock Discography    | 8/10        |
| MusicHound Rock               | 4/5         |
| Music Story                   | [ 8 ]       |
| Rolling Stone                 | [ 10 ]      |
| The Rolling Stone Album Guide | [ 11 ]      |
| Sputnikmusic                  | 4.5/5       |

《Band of Gypsys》는 지미 헨드릭스의 라이브 음반이며 그의 원래 그룹인 지미 헨드릭스 익스피리언스가 없는 첫 번째 음반이다. 1970년 1월 1일, 뉴욕의 필모어 이스트에서 베이스에 빌리 콕스를, 드럼에 버디 마일스를 싣고 녹음되었는데, 흔히 밴드 오브 집시스로 불린다. 이 음반은 펑크, 리듬 앤 블루스 요소를 하드 록과 잼밍과 섞었는데, 이 접근법은 후에 펑크 록의 기본이 되었다. 이 음반에는 이전에 발매되지 않은 곡들이 수록되어 있으며, 그가 죽기 전에 발매된 마지막 정규 음반인 헨드릭스 음반이었다.
콕스를 포함한 임시 그룹과 함께 우드스톡에 출연한 후 헨드릭스는 신곡을 개발하고 데모를 녹음하기 시작했다. 마일스가 연루되자 그와 콕스는 전 매니저와 계약 분쟁을 해결하는 데 사용할 헨드릭스와 라이브 음반을 녹음하기로 합의했다. 콕스와 마일스의 음악적 접근에 영향을 받은 이 새로운 소재는 헨드릭스에게 새로운 방향을 예고한다. 〈Power of Soul〉이나 〈Message to Love〉(원래 〈Power to Love〉와 〈Message of Love〉)와 같은 곡들은 헨드릭스의 기타의 지배적인 역할을 여전히 유지하고 있지만 펑크와 리듬 앤 블루스의 영향을 보여준다. 서정적으로 그들은 헨드릭스를 위한 새롭고 더 인간적인 주제를 탐구하기도 한다. 마일스가 쓰고 부른 두 개의 숫자는 소울 음악의 스타일링을 담고 있다. 반전가 〈Machine Gun〉은 헨드릭스의 초기 블루스 포부를 그렸으나 기타 즉흥 연주와 톤 효과에 대한 새로운 접근법을 통합했다.
이 음반의 프로듀서로서 헨드릭스는 이 작업을 완성하는 데 어려움을 겪었다. 때때로 문제가 되는 녹음 파일을 제출하고 그것을 다른 음반 회사에 넘기는 것을 사임한 헨드릭스는 최종 제품에 대한 불만을 표시했다. 발매 직후, 《Band of Gypsys》는 미국과 영국의 음반 차트에서 상위 10위 안에 들었고, 다른 여러 나라의 차트에 등장하기도 했다. 비록 익스피리언스와의 음반만큼 인기를 끌었지만 엇갈린 평가를 받았다. 일부는 이 퍼포먼스를 잠정적이고 준비가 부족하다고 비난했고, 게다가, 드럼과 보컬에 마일스의 공헌은 건방지고 주제넘는 것으로 특징지어졌다. 그러나 〈Machine Gun〉은 일반적으로 이 음반의 하이라이트이자 헨드릭스의 가장 위대한 업적 중 하나로 여겨진다. 《Band of Gypsys》의 영향력은 1970년대의 펑크 록 성장에서 들리고 있으며, 다양한 후기 록 뮤지션들의 영감으로 인용되어 왔다. CD로 발매된 음반에는 필모어 이스트 쇼에서 녹음된 세 곡의 추가 곡이 수록되었으며 이후 음반에는 추가 곡으로 발매되었다.

## 곡 목록
| #  | 제목            | 작사·작곡     | 리드 보컬             | 재생 시간 |
| -- | --------------- | ------------- | --------------------- | --------- |
| 1. | 〈Who Knows〉   | 지미 헨드릭스 | 헨드릭스, 버디 마일스 | 9:34      |
| 2. | 〈Machine Gun〉 | 헨드릭스      | 헨드릭스, 마일스      | 12:38     |

| #  | 제목                       | 작사·작곡 | 리드 보컬                   | 재생 시간 |
| -- | -------------------------- | --------- | --------------------------- | --------- |
| 3. | 〈Changes〉                | 마일스    | 마일스                      | 5:11      |
| 4. | 〈Power to Love〉          | 헨드릭스  | 헨드릭스, 마일스            | 6:55      |
| 5. | 〈Message of Love〉        | 헨드릭스  | 헨드릭스                    | 5:24      |
| 6. | 〈We Gotta Live Together〉 | 마일스    | 마일스, 헨드릭스, 빌리 콕스 | 5:51      |

| #  | 제목                       | 작사·작곡                | 리드 보컬 | 재생 시간 |
| -- | -------------------------- | ------------------------ | --------- | --------- |
| 7. | 〈Hear My Train A Comin'〉 | 헨드릭스                 | 헨드릭스  | 9:02      |
| 8. | 〈Foxy Lady〉              | 헨드릭스                 | 헨드릭스  | 6:33      |
| 9. | 〈Stop〉                   | 제리 라고보이, 모트 슈만 | 마일스    | 4:47      |